# Скандал щодо сексуальних зловживань у Віденській архієпархії
Скандал щодо сексуального насильства в Австрії є головною проблемою в ряді випадків католицького сексуального насильства у різних західних юрисдикціях.

## Кардинал Гроер
Кардинала Ганса Германа Гроера Іван Павло ІІ відсторонив від посади архієпископа Віденського за порушення сексуального характеру. Офіційно Папа Римський прийняв лист про відставку, який Гроер написав з нагоди свого 75-річчя. Це змусило Гроера, який до смерті відмовлявся публічно коментувати звинувачення одного з найвищих католицьких священнослужителів, брати участь у скандалах із сексуальним насильством.
На прохання Святого Престолу Гроер провів кілька місяців у Дрездені, а пізніше пішов у відставку до Святого Йосифа. Гроер помер у Санкт-Пельтен у віці 83 років, похований на цистерціанському кладовищі в Марієнфельді, Австрія.

## Семінарія Санкт-Пельтен
Єпископ Курт Кренн подав у відставку з посади у 2004 році після того, як стався скандал щодо дитячої порнографії, яку завантажував студент у семінарії. До 40 000 фотографій та нерозкритої кількості фільмів, включаючи дитячу порнографію, було знайдено на комп'ютері одного з семінаристів, але Кренн раніше розгнівав багатьох, називаючи зображення «дитячою витівкою».
Іван Павло II наказав розслідувати звинувачення, і Крен добровільно пішов у відставку з посади.

## Громадська реакція
У 2004 році лідери Церкви заявили, що ряд австрійських мирян покинули католицьку церкву внаслідок скандалу.